# بركان تال
بركان تال في الفلبين هو بركان على جزيرة داخل بحيرة داخل جزيرة على بعد 70 كيلومترا جنوب العاصمة مانيلا.
البركان "تال"، هو أحد أصغر البراكين النشطة في العالم،

## انفجار عام 2020
- انفجر البركان تال ثانيا في عصر يوم 12 يناير 2020 ، أي بعد 43 سنة بعد انفجاره في عام 1977 ، وقد رفع معهد الفلبين للبراكين والزلازل مستوى الخطر الناجم عنه من الدرجة 2 إلى الدرجة 4.[1]

حدث الانفجار في الفوهة الرئيسة عل جزيرة فولكانو. وبثق البركان غبارا بركانيا كثيفا على منطقة كالابارزون ومترو مانيلا وبعض أجزاء من مركز لوزون، مما أوقف الدراسة في المدارس، واعمال البناء ورحلات الطيران من مطار مانيلا.
ونشرت وسائل الإعلام خلال الأيام التالية عن استمرار انتشار الغبار وحدوث برق بركاني نابعا من قلب الصهارة إلى أعلى منتشرة خلال سحب الغبار الصادرة منه، مما استدعى إخلاء بعض المناطق من السكان حتى لا يتعرضون للخطر.

تصاعد الغبار الكثيف إلى ارتفاع 10 إلى 15 كيلومتر فوق البركان، كما أذيعت تحذيرات عن احتمال حدوث تسونامي من البركان. وتكرر انتشار البرق من قلب البركان متخللا الغبار الكثيف الصادر منه إلى أعلى، ويحث هذا البرق بسبب الاحتكاك الشديد بين حبيبات الغبار المتصاعدة.
ثم تطور البركان إلى نشاط انفجارات الماجما التي توصف بأنها نافورات من اللافا مصحوبة بالرعد والبرق.

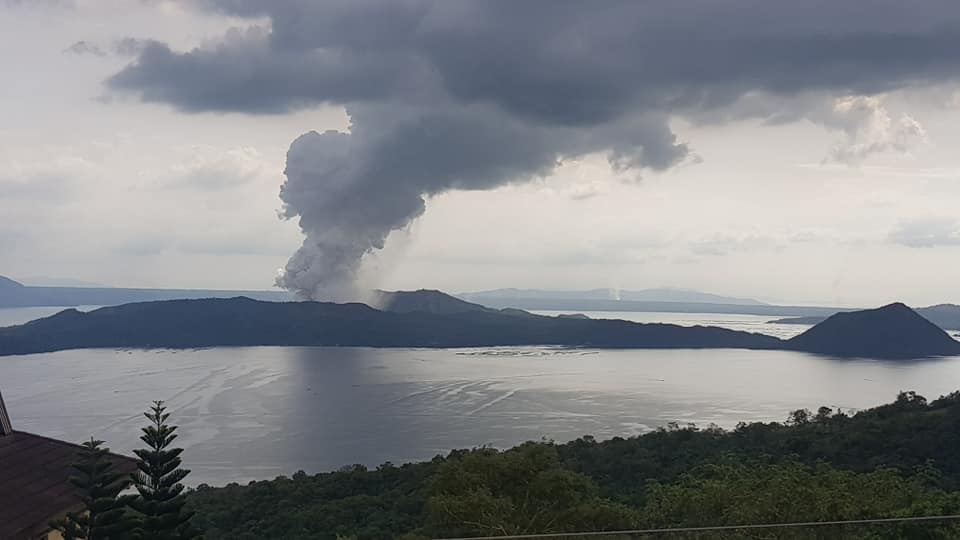
انفجار بركان تال في 12 يناير 2020.

توفي رجل في حادث سيارة بسبب الغبار.

## اقرأ أيضا
- انفجار بركاني
- انبثاق بركاني
- بركان طبقي
- بركان درعي
- بركان تصدعي
- صهارة